# Associazione Calcio Femminile Dilettantistica Graphistudio Pordenone 2014-2015
Questa voce raccoglie le informazioni riguardanti l'Associazione Calcio Femminile Dilettantistica Graphistudio Pordenone nelle competizioni ufficiali della stagione 2014-2015.

## Stagione
Nella stagione 2014-2015 l'A.C.F.D. Graphistudio Pordenone ha disputato la Serie A, massima serie del campionato italiano femminile di calcio, concludendo al tredicesimo posto con 15 punti conquistati in 26 giornate, frutto di 3 vittorie, 6 pareggi e 17 sconfitte, venendo così retrocesso direttamente in Serie B. Nella Coppa Italia è sceso in campo a partire dal primo turno, dove ha vinto il triangolare E contro Vittorio Veneto e Bearzi. Nei sedicesimi di finale è stato eliminato dalla Riviera di Romagna con un netto 6-0.

## Rosa
| N. |                   | Ruolo | Calciatrice       |
| -- | ----------------- | ----- | ----------------- |
|    | Italia (bandiera) | P     | Lisa Belgrado     |
|    | Italia (bandiera) | P     | Sara Ferin        |
|    | Italia (bandiera) | P     | Costanza Nicola   |
|    | Italia (bandiera) | D     | Silvia Berardo    |
|    | Italia (bandiera) | D     | Francesca Blasoni |
|    | Italia (bandiera) | D     | Alice De Val      |
|    | Italia (bandiera) | D     | Lara Laterza      |
|    | Italia (bandiera) | D     | Sara Mella        |
|    | Italia (bandiera) | D     | Alissa Padovan    |
|    | Italia (bandiera) | D     | Laura Perin       |
|    | Italia (bandiera) | D     | Martina Piazza    |
|    | Italia (bandiera) | D     | Giuditta Schiavo  |

| N. |                   | Ruolo | Calciatrice           |
| -- | ----------------- | ----- | --------------------- |
|    | Italia (bandiera) | C     | Silvia Cimarosti      |
|    | Italia (bandiera) | C     | Alessandra Dri        |
|    | Italia (bandiera) | C     | Laura Libutti         |
|    | Italia (bandiera) | C     | Giulia Lotto          |
|    | Italia (bandiera) | C     | Francesca Manzon      |
|    | Italia (bandiera) | C     | Antonella Peruch      |
|    | Italia (bandiera) | C     | Natasha Piai          |
|    | Italia (bandiera) | C     | Silvia Sedonati       |
|    | Italia (bandiera) | C     | Laura Tommasella      |
|    | Italia (bandiera) | A     | Chiara Paroni         |
|    | Italia (bandiera) | A     | Samantha Zandomenichi |

## Calciomercato

### Sessione estiva
| Acquisti | Acquisti              | Acquisti                | Acquisti   |
| R.       | Nome                  | da                      | Modalità   |
| -------- | --------------------- | ----------------------- | ---------- |
| D        | Silvia Berardo        | Chiasiellis             | svincolata |
| D        | Lara Laterza          | Graphistudio Tavagnacco | svincolata |
| C        | Laura Libutti         | Pink Sport Time         | svincolata |
| A        | Samantha Zandomenichi | Graphistudio Tavagnacco | svincolata |

| Cessioni | Cessioni               | Cessioni            | Cessioni   |
| R.       | Nome                   | a                   | Modalità   |
| -------- | ---------------------- | ------------------- | ---------- |
| P        | Marina Aliquò          |                     | svincolata |
| P        | Mimma Fazio            | Torres              | svincolata |
| D        | Lisa Boattin           | Brescia             | svincolata |
| D        | Eleonora Gobbo         |                     | svincolata |
| D        | Elisa Lavia            |                     | svincolata |
| D        | Roberta Pezzutti       |                     | svincolata |
| C        | Manuela Giugliano      | Torres              | svincolata |
| C        | Noemi Raimondo         |                     | svincolata |
| C        | Elena Stabile          |                     | svincolata |
| A        | Rossella Cavallini     | Fortitudo Mozzecane | svincolata |
| A        | Silvia Degano          |                     | svincolata |
| A        | Aleksandra Trifunjagic |                     | svincolata |

## Risultati

### Serie A

#### Girone di andata
| Arbitro: | Sajmir Kumara (Verona) |

|                             |           |                              |
| Zandomenichi 50’ Piazza 82’ | Marcatori | 11’ Domenichetti 15’ Serrano |

| Arbitro: | Marco Bodini (Verona) |

|  |           |                     |
|  | Marcatori | 15’ (rig.) Sedonati |

| Arbitro: | Tommaso Betta (Bolzano) |

|  |           |                                                                     |
|  | Marcatori | 8’, 55’ Gabbiadini 30’, 83’ Panico 33’ Fuselli 76’ Ledri 86’ Ramera |

| Arbitro: | Davide Calvarese (Termoli) |

|          |           |  |
| Ceci 22’ | Marcatori |  |

| Arbitro: | Niccolò Panozzo (Castelfranco Veneto) |

|  |           |                        |
|  | Marcatori | 68’ Mason 74’ Iannella |

| Arbitro: | Marco Monaldi (Macerata) |

|                               |           |          |
| Piemonte 25’, 74’ Longato 31’ | Marcatori | 52’ Piai |

| Arbitro: | Maurizio Di Noia (Modena) |

|  |           |                             |
|  | Marcatori | 20’ Vicchiarello 62’ Guagni |

| Arbitro: | Francesco Croce (Novara) |

|             |           |             |
| Cortesi 75’ | Marcatori | 28’ Laterza |

| Arbitro: | Armando Ongarato (Castelfranco Veneto) |

|  |           |                        |
|  | Marcatori | 34’, 63’ (rig.) Parisi |

| Arbitro: | Gianluca Sili (Viterbo) |

|                          |           |           |
| Pittaccio 77’ Pirone 83’ | Marcatori | 25’ Lotto |

| Arbitro: | Alberti (Imola) |

|                                                        |           |                         |
| Pugnali 7’ Petralia 15’ (rig.) Baldini 48’ Caccamo 68’ | Marcatori | 29’ Sedonati 76’ Paroni |

| Arbitro: | Bergamin (Castelfranco Veneto) |

|  |           |                                                                |
|  | Marcatori | 1’ Bonansea 9’, 46’ Sabatino 20’ Girelli 35’ Costi 78’ Rosucci |

| Arbitro: | Giampiero Salvo Rossi (Pinerolo) |

|                 |           |                                             |
| Sodini 36’, 92’ | Marcatori | 59’ De Val 71’ Tommasella 88’ (rig.) Paroni |

#### Girone di ritorno
| Arbitro: | Paride Tremolada (Monza) |

|                                          |           |  |
| Pinna 15’, 28’ Piacezzi 46’ Charette 70’ | Marcatori |  |

| Pordenone 7 febbraio 2015 15ª giornata | Pordenone                        | 0 – 0 referto | Orobica | \| Arbitro: \| Laura Ponso (Bassano del Grappa) \| |
| Arbitro:                               | Laura Ponso (Bassano del Grappa) |               |         |                                                    |

| Arbitro: | Davide Barrozzi (Rovereto) |

|                                                                                       |           |  |
| Gabbiadini 14’ Piai 32’ (aut.) Di Criscio 36’ Bonetti 44’ Panico 56’, 62’ Fuselli 74’ | Marcatori |  |

| Arbitro: | Marco Bozzo (San Donà di Piave) |

|          |           |  |
| Lotto 6’ | Marcatori |  |

| Arbitro: | Alessandro Di Graci (Como) |

|                                                   |           |  |
| Scarpellini 1’ Mauri 3’ Stracchi 86’ Iannella 87’ | Marcatori |  |

| Arbitro: | Niccolò Panozzo (Castelfranco Veneto) |

|          |           |                              |
| Piai 52’ | Marcatori | 3’ Piemonte 35’, 88’ Cimatti |

| Arbitro: | Costin Spataru (Siena) |

|                                    |           |            |
| Guagni 73’ (rig.) Vicchiarello 80’ | Marcatori | 41’ Piazza |

| 29 marzo 2015 21ª giornata | Pordenone                 | 0 – 0 referto | Como 2000 | \| Arbitro: \| Giorgio Lazzaroni (Udine) \| |
| Arbitro:                   | Giorgio Lazzaroni (Udine) |               |           |                                             |

| Arbitro: | Marco Acampora (Schio) |

|                                    |           |                      |
| Parisi 30’ Veritti 31’ Brumana 91’ | Marcatori | 38’ Paroni 43’ Lotto |

| Basaldella (Vivaro) 19 aprile 2015 23ª giornata | Pordenone                   | 0 – 0 referto | Res Roma | Stadio A. Ovan\| Arbitro: \| Giulio Bonaldo (Conegliano) \| |
| Arbitro:                                        | Giulio Bonaldo (Conegliano) |               |          |                                                             |

| Arbitro: | Ferro (Latisana) |

|            |           |             |
| Paroni 47’ | Marcatori | 46’ Eusebio |

| Brescia 2 maggio 2015, ore 14:30 UTC+2 25ª giornata                                             | Brescia   | 6 – 0 referto | Pordenone | Centro Sp. Club Azzurri |
| \| \| \| \| \| Girelli 2’ (67) Perin 15’ (aut.) Nasuti 18’, 57’ Sabatino 51’ \| Marcatori \| \| |           |               |           |                         |
|                                                                                                 |           |               |           |                         |
| Girelli 2’ (67) Perin 15’ (aut.) Nasuti 18’, 57’ Sabatino 51’                                   | Marcatori |               |           |                         |

| Arbitro: | Laura Ponso (Bassano del Grappa) |

|  |           |                         |
|  | Marcatori | 80’ Librandi 87’ Sodini |

### Coppa Italia

#### Triangolari
| 7 settembre 2014, ore 15:30 CEST Girone E - 1ª giornata | Bearzi | 0 – 0 | Pordenone |  |

| Vivaro 21 settembre 2014, ore 15:30 CEST Girone E - 3ª giornata | Pordenone | 1 – 0 referto | Vittorio Veneto | Stadio comunale |
| \| \| \| \| \| Zandomenichi 15’ \| Marcatori \| \|              |           |               |                 |                 |
|                                                                 |           |               |                 |                 |
| Zandomenichi 15’                                                | Marcatori |               |                 |                 |

#### Fase finale
| Arbitro: | Matteo Paggiola (Legnago) |

|                                                                        |           |  |
| Caccamo 38’, 82’ Pugnali 51’, 71’ Petralia 84’ (rig.) Perin 90’ (aut.) | Marcatori |  |

## Statistiche

### Statistiche di squadra
| Competizione | Punti | In casa | In casa | In casa | In casa | In casa | In casa | In trasferta | In trasferta | In trasferta | In trasferta | In trasferta | In trasferta | Totale | Totale | Totale | Totale | Totale | Totale | DR  |
| Competizione | Punti | G       | V       | N       | P       | Gf      | Gs      | G            | V            | N            | P            | Gf           | Gs           | G      | V      | N      | P      | Gf     | Gs     | DR  |
| ------------ | ----- | ------- | ------- | ------- | ------- | ------- | ------- | ------------ | ------------ | ------------ | ------------ | ------------ | ------------ | ------ | ------ | ------ | ------ | ------ | ------ | --- |
| Serie A      | 15    | 13      | 1       | 5       | 7       | 5       | 27      | 13           | 2            | 1            | 10           | 12           | 39           | 26     | 3      | 6      | 17     | 17     | 66     | -49 |
| Coppa Italia | -     | 1       | 1       | 0       | 0       | 1       | 0       | 2            | 0            | 1            | 1            | 0            | 6            | 3      | 1      | 1      | 1      | 1      | 6      | -5  |
| Totale       | -     | 14      | 2       | 5       | 7       | 6       | 27      | 15           | 2            | 2            | 11           | 12           | 45           | 29     | 4      | 7      | 18     | 18     | 72     | -54 |

### Statistiche delle giocatrici
| Giocatore       | Serie A  | Serie A | Serie A     | Serie A    | Coppa Italia | Coppa Italia | Coppa Italia | Coppa Italia | Totale   | Totale | Totale      | Totale     |
| Giocatore       | Presenze | Reti    | Ammonizioni | Espulsioni | Presenze     | Reti         | Ammonizioni  | Espulsioni   | Presenze | Reti   | Ammonizioni | Espulsioni |
| --------------- | -------- | ------- | ----------- | ---------- | ------------ | ------------ | ------------ | ------------ | -------- | ------ | ----------- | ---------- |
| L. Belgardo     | 14       | -40     | 0           | 0          | ?            | ?            | ?            | ?            | 14+      | -40+   | 0+          | 0+         |
| S. Berardo      | 14       | 1       | 0           | 0          | ?            | ?            | ?            | ?            | 14+      | 1+     | 0+          | 0+         |
| F. Blasoni      | 19       | 0       | 0           | 0          | ?            | ?            | ?            | ?            | 19+      | 0+     | 0+          | 0+         |
| S. Cimarosti    | 6        | 0       | 0           | 0          | ?            | ?            | ?            | ?            | 6+       | 0+     | 0+          | 0+         |
| A. De Val       | 25       | 1       | 0           | 0          | ?            | ?            | ?            | ?            | 25+      | 1+     | 0+          | 0+         |
| A. Dri          | 3        | 0       | 0           | 0          | ?            | ?            | ?            | ?            | 3+       | 0+     | 0+          | 0+         |
| S. Ferin        | 11       | -26     | 0           | 0          | ?            | ?            | ?            | ?            | 11+      | -26+   | 0+          | 0+         |
| L. Laterza      | 12       | 1       | 0           | 0          | ?            | ?            | ?            | ?            | 12+      | 1+     | 0+          | 0+         |
| L. Libutti      | 1        | 0       | 0           | 0          | ?            | ?            | ?            | ?            | 1+       | 0+     | 0+          | 0+         |
| G. Lotto        | 25       | 2       | 0           | 0          | ?            | ?            | ?            | ?            | 25+      | 2+     | 0+          | 0+         |
| S. Mella        | 18       | 0       | 0           | 0          | ?            | ?            | ?            | ?            | 18+      | 0+     | 0+          | 0+         |
| F. Manzon       | 16       | 0       | 0           | 0          | ?            | ?            | ?            | ?            | 16+      | 0+     | 0+          | 0+         |
| C. Nicola       | 0        | 0       | 0           | 0          | ?            | ?            | ?            | ?            | 0+       | 0+     | 0+          | 0+         |
| C. Paroni       | 22       | 4       | 0           | 0          | ?            | ?            | ?            | ?            | 22+      | 4+     | 0+          | 0+         |
| L. Perin        | 16       | 0       | 0           | 0          | ?            | ?            | ?            | ?            | 16+      | 0+     | 0+          | 0+         |
| A. Peruch       | 2        | 0       | 0           | 0          | ?            | ?            | ?            | ?            | 2+       | 0+     | 0+          | 0+         |
| N. Piai         | 23       | 2       | 0           | 0          | ?            | ?            | ?            | ?            | 23+      | 2+     | 0+          | 0+         |
| M. Piazza       | 20       | 2       | 1           | 0          | ?            | ?            | ?            | ?            | 20+      | 2+     | 1+          | 0+         |
| G. Schiavo      | 19       | 0       | 0           | 0          | ?            | ?            | ?            | ?            | 19+      | 0+     | 0+          | 0+         |
| S. Sedonati     | 18       | 2       | 0           | 0          | ?            | ?            | ?            | ?            | 18+      | 2+     | 0+          | 0+         |
| L. Tommasella   | 24       | 1       | 0           | 0          | ?            | ?            | ?            | ?            | 24+      | 1+     | 0+          | 0+         |
| S. Zandomenichi | 15       | 1       | 0           | 0          | ?            | ?            | ?            | ?            | 15+      | 1+     | 0+          | 0+         |